# Simopelta oculata
Simopelta oculata is een mierensoort uit de onderfamilie van de Ponerinae. De wetenschappelijke naam van de soort is voor het eerst geldig gepubliceerd in 1967 door Gotwald & Brown.